# The ETERNAL SOLDIERS
「The ETERNAL SOLDIERS」（ジ・エターナル・ソルジャーズ）は、LOUDNESSの20枚目のシングル。 2010年12月15日にLantisから発売された。

## 概要
- 表題曲「The ETERNAL SOLDIERS」はOVA「マジンカイザーSKL」のオープニングテーマとして、カップリング曲「THE DANGER ZONE」はOVA「マジンカイザーSKL」第1話の挿入歌としてそれぞれ使用された。
- 曲、歌詞共にマジンカイザーSKLの作品のコンセプトを元に製作されている[1]。
- リリース元は本来の徳間ジャパンコミュニケーションズではなく、高崎晃がLAZYとして所属しているランティスからとなっている。後に徳間ジャパンから発売されたベスト・アルバム『LOUDNESS BEST TRACKS -TOKUMA JAPAN YEARS-』に収録された。
- ジャケットにはマジンカイザーSKLがプリントされている。

## 収録曲
（全作曲：高崎晃、編曲：LOUDNESS）
1. The ETERNAL SOLDIERS [4:14]
作詞：二井原実・金澤隆志
2. THE DANGER ZONE [4:02]
作詞：二井原実
3. The ETERNAL SOLDIERS （inst.）
4. THE DANGER ZONE （inst.)

## タイアップ
| 曲名                 | タイアップ                                 |
| -------------------- | ------------------------------------------ |
| The ETERNAL SOLDIERS | OVA『マジンカイザーSKL』オープニングテーマ |
| THE DANGER ZONE      | OVA『マジンカイザーSKL』第1話挿入歌        |